# Городское правосудие
«Городское правосудие» (англ. Urban Justice) — фильм режиссёра Дона Фонтлероя. Другие названия — «Король оружия» и «Найти убийцу».

## Сюжет
Молодой лос-анджелесский полицейский Макс, становится свидетелем грязных делишек «оборотней в погонах», за что и получает пулю. Улик нет и полиция признаёт свою беспомощность в поиске убийц. Тогда за дело берётся отец Макса, Саймон Баллестер (Стивен Сигал). Он перевернёт все городские трущобы, поставит всех на уши, завалит все улицы трупами, наживёт себе немало неприятностей от местных банд, но постепенно доберётся до истины и найдёт убийцу сына.

## В ролях
| Актёр            | Роль               |
| ---------------- | ------------------ |
| Стивен Сигал     | Саймон Баллестер   |
| Эдди Гриффин     | Арманд Такер       |
| Кармен Серано    | Элис Парк          |
| Кори Харт        | Макс               |
| Лайзл Карстенс   | Линда              |
| Кирк Б.Р. Уоллер | детектив Фрэнк Шоу |
| Дэнни Трехо      |                    |